# Quemú Quemú
Quemú Quemú est une ville du nord-est de la province de La Pampa, en Argentine. Elle est le chef-lieu du département de Quemú Quemú.

## Situation - accès
Localité située à l'ouest de la Pampa humide, elle se trouve à 130 km au nord-est de Santa Rosa - capitale pampéenne - et à 560 km de Buenos Aires. 

Par voie terrestre on y accède par la route provinciale Nº 1, qui communique avec les nationales RN 5 et RN 188, ainsi que par chemin de fer depuis la Estación Once de Buenos Aires et le port de Bahía Blanca.

## Population
La localité comptait 3 577 habitants en 2001, c'est-à-dire une hausse de 7,6 % par rapport aux 3 322 de 1991.

## Lac de Quemú Quemú
À quelque six kilomètres à l'ouest de la ville se trouve le lac de Quemú Quemú vaste de plus de 20 km2 (plus de 2 000 hectares), en bordure duquel a été construit un aéroport. 

Le long de la route qui y mène, on peut voir le gigantesque monument élevé à J.F. Kennedy, haut de 40 mètres.